# Introdução, Métodos, Resultados e Discussão
Na escrita científica, Introdução, Métodos, Resultados e Discussão (IMRAD em inglês) é uma estrutura organizacional (ou formato de documento) comum. IMRAD é a norma mais proeminente para a estrutura de um artigo de revista científica do tipo pesquisa original.

## Resumo
Os artigos de pesquisa originais são normalmente estruturados na seguinte ordem:
- Introdução – Por que o estudo foi realizado? Qual foi a pergunta de pesquisa, a hipótese testada ou o objetivo da pesquisa?
- Métodos – Quando, onde e como foi feito o estudo? Que materiais foram usados ou quem foi incluído nos grupos de estudo (pacientes, etc.)?
- Resultados – Qual foi a resposta encontrada para a pergunta de pesquisa? O que o estudo encontrou? A hipótese testada era correta?
- Discussão – O que a resposta pode implicar e por que isso importa? Como isso se encaixa com o que outros pesquisadores descobriram? Quais são as perspectivas para pesquisas futuras?

O enredo e o fluxo da história do estilo de escrita IMRaD são explicados por um 'modelo de taça de vinho' ou modelo de ampulheta.
A redação compatível com o formato IMRaD (escrita IMRaD), normalmente apresenta primeiro "(a) o assunto que posiciona o estudo a partir de uma perspectiva ampla", "(b) esboço do estudo", desenvolve-se por meio de "(c) método de estudo" e "(d) os resultados", e conclui com "(e) esboço e conclusão do fruto de cada tópico", e "(f) o significado do estudo do ponto de vista amplo e geral". Aqui, (a) e (b) são mencionados na seção da "Introdução", (c) e (d) são mencionados na seção do "Método" e "Resultado", respectivamente, e (e) e (f)) são mencionados na seção "Discussão" ou "Conclusão".

### Como o formato padrão de periódicos acadêmicos
O formato IMRAD tem sido adotado por um número cada vez maior de periódicos acadêmicos desde a primeira metade do século XX. A estrutura do IMRAD passou a dominar a escrita acadêmica nas ciências, principalmente na biomedicina empírica. A estrutura da maioria dos artigos de periódicos de saúde pública reflete essa tendência. Embora a estrutura do IMRAD tenha origem nas ciências empíricas, agora também aparece regularmente em revistas acadêmicas de uma ampla gama de disciplinas. Muitas revistas científicas agora não apenas preferem essa estrutura, mas também usam a sigla IMRAD como um dispositivo instrucional nas instruções para seus autores, recomendando o uso dos quatro termos como cabeçalhos principais.
A estrutura do IMRAD também é recomendada para estudos empíricos na 6ª edição do manual de publicação da American Psychological Association (estilo APA). O manual de publicação da APA é amplamente utilizado por periódicos das ciências sociais, educacionais e comportamentais.

## Benefícios
A estrutura do IMRAD provou ser bem-sucedida porque facilita a revisão da literatura, permitindo que os leitores naveguem pelos artigos mais rapidamente para localizar o material relevante ao seu propósito. Mas a ordem ordenada do IMRAD raramente corresponde à sequência real de eventos ou ideias da pesquisa apresentada; a estrutura do IMRAD apoia efetivamente uma reordenação que elimina detalhes desnecessários e permite que o leitor avalie uma apresentação bem ordenada das informações relevantes e significativas. Ele permite que as informações mais relevantes sejam apresentadas de forma clara e lógica ao leitor, resumindo o processo de pesquisa em uma sequência ideal e sem detalhes desnecessários.

## Ressalvas
A sequência idealizada da estrutura do IMRAD foi ocasionalmente criticada por ser muito rígida e simplista. Em uma palestra de rádio em 1964, o Prêmio Nobel em medicina Peter Medawar criticou essa estrutura de texto por não dar uma representação realista dos processos de pensamento do cientista e escritor: "... o artigo científico pode ser uma fraude porque deturpa os processos de pensamento que acompanharam ou deram origem ao trabalho que é descrito no artigo". A crítica de Medawar foi discutida na XIX Assembléia Geral da Associação Médica Mundial em 1965.